# Phractocephalus hemioliopterus
Phractocephalus hemioliopterus o bagre de cola roja es una especie de peces de la familia Pimelodidae en el orden de los Siluriformes. Es conocido en Bolivia como general y en Colombia como cajaro.[cita requerida]

## Morfología
Los machos pueden llegar a alcanzar los 135 cm de longitud total y 44,2 kg de peso.

## Alimentación
Se alimenta de peces, cangrejos y frutos.

## Hábitat y distribución
El bagre de cola roja es originario de las cuencas de los ríos Amazonas, Orinoco y Esequibo en Sudamérica (Ecuador, Venezuela, Guyana, Colombia, Perú, Surinam, Bolivia y Brasil[cita requerida]). Se encuentra únicamente en agua dulce y habita en ríos, arroyos y lagos más grandes. Se alimenta durante la tarde y la noche y permanece inmóvil durante el día. Vive en el fondo del río y se desplaza con bastante lentitud. Es un pez territorial. También es una especie invasora en Malasia;[cita requerida] actualmente se encuentra principalmente en los ríos Perak y Pahang.[cita requerida] Ha sido introducido en Florida (Estados Unidos).

## Peligro para los humanos
Aunque el bagre de cola roja no suele ser considerado un pez peligroso para los humanos, se sabe que los ejemplares más grandes tienen la fuerza para arrastrar a personas bajo el agua, por lo que son temidos en algunas zonas del Amazonas.[cita requerida] En 1981, el barco Sobral Santos II se hundió frente a Óbidos (Pará), provocando la muerte de más de 300 personas.[cita requerida] Según los relatos de supervivientes, muchos de los pasajeros fueron arrastrados y ahogados bajo el agua luego de que el barco se hundiera. Después de una investigación realizada por Jeremy Wade, este concluyó que hordas de bagres cola roja y piraibas, atraídos por carnada de las plantas procesadoras de pescado cercanas, arrastraron a las víctimas bajo el agua, donde se ahogaron.[cita requerida]